# Червонокорінник
Червонокорінник (Ceanothus) — рід рослин родини жостерових (Rhamnaceae). Види легко схрещуються між собою і дають плодючі гібриди.
Листопадні або вічнозелені чагарники або невеликі дерева. Стебла прямі, соковиті, ребристі, неколючі, рідше колючі.
Листки чергові або супротивні, 1-5 см завдовжки, переважно черешкові.
Квітки зібрані в компактні гребінчасті або волотисті суцвіття білого, зеленувато-білого, блакитного, світло-фіолетового або рожевого кольору. Чашечка блюдцеподібна, її частки тонкі, ланцетно-трикутної форми. Пелюстки довші за чашолистки, ківшеподібні.
Зрілі плоди — округлі, покриті тонким навколопліддям, розпадаються на три частки, по одній насінині в кожній.

## Види
- Ceanothus americanus
- Ceanothus arboreus
- Ceanothus coeruleus
- Ceanothus confusus
- Ceanothus connivens
- Ceanothus cordulatus
- Ceanothus crassifolius
- Ceanothus cuneatus
- Ceanothus cyaneus
- Ceanothus dentatus
- Ceanothus divergens
- Ceanothus diversifolius
- Ceanothus fendleri
- Ceanothus ferrisiae
- Ceanothus foliosus
- Ceanothus fresnensis
- Ceanothus gloriosus
- Ceanothus greggii
- Ceanothus griseus
- Ceanothus hearstiorum
- Ceanothus herbaceus
- Ceanothus impressus
- Ceanothus incanus
- Ceanothus insularis
- Ceanothus integerrimus
- Ceanothus jepsonii
- Ceanothus lemmonii
- Ceanothus leucodermis
- Ceanothus maritimus
- Ceanothus martinii
- Ceanothus masonii
- Ceanothus megacarpus
- Ceanothus oliganthus
- Ceanothus ophiochilus
- Ceanothus ovatus
- Ceanothus palmeri
- Ceanothus papillosus
- Ceanothus parryi
- Ceanothus parvifolius
- Ceanothus pinetorum
- Ceanothus prostratus
- Ceanothus pumilus
- Ceanothus purpureus
- Ceanothus roderickii
- Ceanothus sanguineus
- Ceanothus serpyllifolius
- Ceanothus sonomensis
- Ceanothus sorediatus
- Ceanothus spinosus
- Ceanothus thyrsiflorus
- Ceanothus tomentosus
- Ceanothus velutinus
- Ceanothus verrucosus